# Gare de Timișoara-Est
La gare de Timișoara-Est, anciennement gare de Fabric, est une gare ferroviaire de la Ligne CFR 900 et la ligne CFR 213. Elle est située à Timișoara en Roumanie.
C'est l'une des cinq gares de Timișoara, elle est la deuxième en importance, après la gare de Timișoara-Nord. 

## Histoire
La gare a été construite en 1886, le chemin de fer vers Orșova a été construit la même année et reliait Timișoara à Bucarest et de là à Sofia et Istanbul. La gare a repris une grande partie du trafic de la gare de Iosefin (actuelle gare de Timișoara Nord), en particulier le trafic de marchandises. Il fournissait aux entreprises et aux usines de la région des matériaux et des marchandises acheminés par chemin de fer et la distribution des produits de ces établissements. Également à Timișoara Est, il y avait une ligne qui reliait le réseau de lignes de tramway de la ville qui ont le même gabarit.
En raison de la croissance du trafic ferroviaire, la gare a été agrandie en 1899. Lors de ces travaux, le bâtiment a été agrandi et le nombre de lignes a été augmenté. Le bâtiment lui-même se composait d'un corps principal, avec rez-de-chaussée et un premier étage et de deux corps secondaires. Le changement majeur le plus récent du bâtiment a eu lieu en 1970.
En 2012, 64 755 passagers ont embarqué depuis Timișoara-Est, soit une moyenne quotidienne de 144 passagers/jour. 

## Service des voyageurs

### Desserte
La gare est transitée quotidiennement par 15 trains exploités par CFR Călători.

## Service des marchandises
C'est aussi un terminal de fret important du fait de la présence de la base d'un opérateur ferroviaire privé[réf. nécessaire].